# تپه ویس قره یک
تپه ویس قره یک مربوط به هزراه ۵ و ۴ قبل از میلاد -دوره عیلامیان است و در شهرستان اندیمشک، بخش مرکزی، دهستان حومه، روستای ده ایجی واقع شده و این اثر در تاریخ ۱۵ اسفند ۱۳۸۵ با شمارهٔ ثبت ۱۷۹۹۶ به‌عنوان یکی از آثار ملی ایران به ثبت رسیده است.